# 밀양 반계정
밀양 반계정(密陽 盤溪亭)은 대한민국 경상남도 밀양시 단장면 범도리에 있는, 조선 영조 51년(1775) 반계 이숙(1720∼1807)이 지은 정자이다.
1995년 5월 2일 경상남도의 문화재자료 제216호 반계정으로 지정되었다가, 2018년 12월 20일 현재의 명칭으로 변경되었다.

## 개요
반계정은 조선 영조 51년(1775) 반계 이숙(1720∼1807)이 지은 정자로, 사람들과 이야기를 나누며 시를 읊던 곳이다.
이숙은 세속을 떠나 시골에서 글을 읽으며 지내던 선비로 유명하였다.
이 정자는 밀양강의 맑은 물이 감도는 강 언덕 반석 위에 서 있다.

## 참고 문헌
- 밀양 반계정 - 국가유산청 국가유산포털